# Limbo (jeu vidéo, 2010)
Pour les articles homonymes, voir Limbo.
Limbo (en anglais : « limbes » ou « oubli ») est un jeu vidéo de plates-formes et de réflexion. C'est le premier titre développé par le studio danois Playdead. Il est sorti le 21 juillet 2010 sur Xbox Live Arcade, le 20 juillet 2011 sur PlayStation 3 à travers la plateforme de téléchargement PlayStation Store, le 2 août 2011 sur PC via Steam et le 21 décembre 2011 sur OS X via l'App Store. Le jeu a également été porté sur Linux en juillet 2014.
Le jeu est en 2D à défilement horizontal et tient compte de la physique qui gouverne les objets environnants ainsi que le personnage principal. Le joueur guide un jeune garçon muet et sans nom dans des environnements dangereux et doit éviter les nombreux pièges dans l'obscurité.
Limbo utilise des graphismes uniquement en noir et blanc, il a recours à un effet de grain et des sons minimalistes et ambiants, qui créent une atmosphère réaliste et angoissante, souvent associée au genre de l'horreur.

## Synopsis
Le scénario de Limbo place le joueur dans la peau d'un garçon anonyme, évoluant dans un monde sombre et hostile, un genre de purgatoire entre la vie et la mort comme un monde désert et désaffecté : on reconnaît à de nombreuses reprises ce qui semble ressembler à une forêt, une usine ou encore une ville. Les personnages qu'il croise tout au long du jeu essayent soit de le tuer, soit de le fuir, à moins qu'ils ne soient tout simplement morts. L'aventure mène le joueur à travers ville, usine et forêt, dans un univers monochromatique et angoissant, du début jusqu'à la fin, le but restant inconnu jusqu'à un certain point du jeu.

## Système de jeu
Limbo est considéré comme un jeu old-school. Le joueur doit progresser en multipliant les essais, et doit souvent éviter des pièges particulièrement bien cachés. Ces pièges demandent beaucoup de réflexes. Dans certains niveaux, le joueur doit faire sauter son personnage, qui arrive de justesse à ne pas tomber. Certains niveaux sont chronométrés, ce qui augmente la difficulté du jeu. Parfois, le joueur aura à résoudre des énigmes, souvent fondées sur la physique, qui peuvent parfois s'avérer très difficiles.
Le joueur contrôle le garçon pendant tout le jeu. Le gameplay de Limbo est plutôt simple : le joueur déplace le personnage avec le stick de la manette (ou les touches fléchées du clavier), un bouton sert à sauter, un deuxième à interagir avec les objets du niveau.

## Développement
Selon Dino Patti, cofondateur du studio Playdead, Limbo a été conçu à partir d'une idée originale de Arnt Jensen, qui a travaillé sur le jeu depuis 2004 jusqu'à sa réalisation. Selon Jeppe Carlsen, lead designer, un premier trailer avait dévoilé le concept du jeu en 2006.

## Récompenses
Limbo a remporté le prix « Excellence in Visual Art » (« Excellence en art visuel » en français) et « Technical Excellence » (« Excellence technique » en français) à la 13e édition de l'Independent Games Festival. Il a également remporté les prix « meilleur design visuel », « meilleur jeu indépendant » et « Jeu de l'année » au Milthon 2010.

## Impact culturel
L’esthétique du jeu a inspiré l'univers graphique du chanteur Stromae, notamment pour la scénographie lors du Racine carrée Tour et pour le clip de Quand c'est ?.